# Летевци
Летевци (на македонска литературна норма: Летевци) е село в община Ибрахимово (Петровец) на Северна Македония.

## География
Селото се намира в областта Блатия на левия бряг на Пчиня.

## История
В края на XIX век Летевци е село в Скопска каза на Османската империя. Гьорче Петров отбелязва в 1896 година, че селото има 24 български къщи. Той пише: 
| „ | Синорът му е непроизводителен, та жителите му са бедни. Много от тях ходят по околните села като момци и чифчии. В самото село няма чифлик... Напред селото е било на самия друм за Велес. От големите мъки, които селяните претеглили във войната на арнаутите с везиря, те напуснали селото и се заселили на мястото на сегашното Летевци, настрана от друма и на 1/2 час от старото село. | “ |

Според статистиката на Васил Кънчов („Македония. Етнография и статистика“) към 1900 година в Летевци живеят 150 българи християни.
След Междусъюзническата война в 1913 година селото попада в Сърбия.
На етническата си карта от 1927 година Леонард Шулце Йена показва Левтерце (Levterce) като българско християнско село.
Според преброяването от 2002 година селото има 6 жители северномакедонци.